# يعقوبية إنسوبرية
يعقوبية إنسوبرية (الاسم العلمي: Jacobaea insubrica)، نوع نباتات من جنس اليعقوبية وفصيلة النجمية. موطنها إيطاليا وسويسرا. وصف بأنه تركيب جديد (يستخدم في أدبيات علم الأحياء التصنيفي عندما يتم تقديم اسم جديد بناءً على اسم موجود مسبقًا) في عام 2015 من قبل Galasso و Bartolucci